# 1. Tennis-Bundesliga (Herren 30) 2020
Die 1. Tennis-Bundesliga der Herren 30 sollte 2020 zum 17. Mal in zwei Staffeln Nord und Süd ausgetragen werden.
Aufgrund der COVID-19-Pandemie wurde am 24. März 2020 die komplette Saison abgesagt. Dadurch gibt es 2020 für die Saison 2021 auch keine Auf- und Absteiger.

## Spieltage und Mannschaften
Die Spiele sollten jeweils Samstag um 13:00 Uhr ausgetragen werden.
| 1. Spieltag: Sa. 23. Mai 2020, 13:00 Uhr  |
| 2. Spieltag: Sa. 30. Mai 2020, 13:00 Uhr  |
| 3. Spieltag: Sa. 6. Juni 2020, 13:00 Uhr  |
| 4. Spieltag: Sa. 20. Juni 2020, 13:00 Uhr |
| 5. Spieltag: Sa. 27. Juni 2020, 13:00 Uhr |
| 6. Spieltag: Sa. 4. Juli 2020, 13:00 Uhr  |
| 7. Spieltag: Sa. 11. Juli 2020, 13:00 Uhr |

| Mannschaften Nord      |
| ---------------------- |
| Dorstener TC (A)       |
| Buschhausener TC (M)   |
| KTHC Stadion Rot-Weiss |
| TV Espelkamp-Mittwald  |
| RTHC Bayer Leverkusen  |
| TC Wernigerode (A)     |
| Uhlenhorster HC        |

| Mannschaften Süd      |
| --------------------- |
| ST Lohfelden          |
| MTTC Iphitos München  |
| STK Garching          |
| TC Großhesselohe      |
| TC Bad Homburg (A)    |
| TC Dachau             |
| TVA Aschaffenburg (A) |

## 1. Tennis-Bundesliga (Herren 30) Nord

### Abschlusstabelle
|    | Mannschaft             | Begegnungen | Punkte | Matches | Sätze | Spiele |
| -- | ---------------------- | ----------- | ------ | ------- | ----- | ------ |
| 0. | Dorstener TC (A)       |             |        |         |       |        |
| 0. | Buschhausener TC (M)   |             |        |         |       |        |
| 0. | KTHC Stadion Rot-Weiss |             |        |         |       |        |
| 0. | TV Espelkamp-Mittwald  |             |        |         |       |        |
| 0. | RTHC Bayer Leverkusen  |             |        |         |       |        |
| 0. | TC Wernigerode (A)     |             |        |         |       |        |
| 0. | Uhlenhorster HC        |             |        |         |       |        |

(M) – amtierender Deutscher Meister der Herren 30

(A) – Aufsteiger aus der Tennis-Regionalliga

### Mannschaftskader
| Pos. | Name                     |
| ---- | ------------------------ |
| 1    | Stefano Galvani          |
| 2    | Matteo Marrai            |
| 3    | Michel Meijer            |
| 4    | Jake Mak                 |
| 5    | Patrick Dan Ganet        |
| 6    | Florian Stephan          |
| 7    | Fausto Barili            |
| 8    | Ralf Wilmink             |
| 9    | Stephan Weber            |
| 10   | Marcel Schröder          |
| 11   | Marc Wittemund           |
| 12   | Bernhard Breloer         |
| 13   | Christian Eusterfeldhaus |
| 14   | Marcel Lindhorst         |

| Pos. | Name               |
| ---- | ------------------ |
| 1    | Antonio Veić       |
| 2    | Antonio Šančić     |
| 3    | Boy Westerhof      |
| 4    | Stefan Wauters     |
| 5    | Ivan Bjelica       |
| 6    | Maxime Braeckman   |
| 7    | Thimo Van der Lecq |
| 8    | Boy Wijnmalen      |
| 9    | Laurent Montoisy   |
| 10   | Mike Scheidweiler  |
| 11   | Daniel Fioravanti  |
| 12   |                    |
| 13   |                    |
| 14   |                    |

| Pos. | Name                  |
| ---- | --------------------- |
| 1    | Filip Prpic           |
| 2    | Florian Erlinghagen   |
| 3    | Giulio Di Meo         |
| 4    | Philipp Born          |
| 5    | Nicolai Gerwald       |
| 6    | Dennis Ehrlich        |
| 7    | Giuseppe Menga        |
| 8    | Daniel Caracciolo     |
| 9    | Lars Weyen            |
| 10   | Thomas Olschewski     |
| 11   | Anish Thomas Pulickal |
| 12   | Bastian Schmitz       |
| 13   | Stefan Kirsch         |
| 14   | Holger Dimster        |

| Pos. | Name                 |
| ---- | -------------------- |
| 1    | Josselin Ouanna      |
| 2    | Grégoire Burquier    |
| 3    | Éric Prodon          |
| 4    | Enrico Burzi         |
| 5    | Thiago Alves         |
| 6    | Jose Checa-Calvo     |
| 7    | Michael Lammer       |
| 8    | Andreas Thivessen    |
| 9    | Florian Lemke        |
| 10   | Gunnar Hildebrand    |
| 11   | Jan-Henrik Langhorst |
| 12   | Mirko Sasse          |
| 13   | Tobias Löhbrink      |
| 14   |                      |

| Pos. | Name                  |
| ---- | --------------------- |
| 1    | Alessio di Mauro      |
| 2    | Francesco Aldi        |
| 3    | Giancarlo Petrazzuolo |
| 4    | Matteo Volante        |
| 5    | Michel Koning         |
| 6    | Martijn van Haasteren |
| 7    | Benjamin Kohllöffel   |
| 8    | Sebastian Rützel      |
| 9    | Arnd Caspari          |
| 10   | Sascha Schewiola      |
| 11   | Volker Kaupert        |
| 12   | Andreas Speer         |
| 13   | Christian Meier       |
| 14   | Rüdiger Künzler       |

| Pos. | Name                  |
| ---- | --------------------- |
| 1    | Martin Fafl           |
| 2    | Przemyslaw Lesniewski |
| 3    | Martin Kamenik        |
| 4    | Andre Timme           |
| 5    | Marek Dvorak          |
| 6    | Sebastian Beilecke    |
| 7    | Martin Emmrich        |
| 8    | Stephan Sterzik       |
| 9    | Leszek Wrzesien       |
| 10   | Jiri Supol            |
| 11   |                       |
| 12   |                       |
| 13   |                       |
| 14   |                       |

| Pos. | Name               |
| ---- | ------------------ |
| 1    | Julian Onken       |
| 2    | Nicklas Timfjord   |
| 3    | Carlos Poch Gradin |
| 4    | Jan Greve          |
| 5    | Martin Pedersen    |
| 6    | Johan Brunström    |
| 7    | Florian Rathmann   |
| 8    | Sebastian Schlüter |
| 9    | Sebastian Schulz   |
| 10   | Ulrich Tippenhauer |
| 11   | René Nicklisch     |
| 12   | Lars Kirschner     |
| 13   | Tim Helge Sutor    |
| 14   | Daniel Lüken       |

### Ergebnisse
|                          | Heimmannschaft          | Gastmannschaft          | Matches | Sätze | Spiele |
| ------------------------ | ----------------------- | ----------------------- | ------- | ----- | ------ |
| Sa., 23. Mai 2020 13:00  | RTHC Bayer Leverkusen   | TV Espelkamp-Mittwald 1 |         |       |        |
| Sa., 23. Mai 2020 13:00  | Dorstener TC 1          | TC Wernigerode e. V.    |         |       |        |
| Sa., 23. Mai 2020 13:00  | Buschhausener TC 1      | Kölner THC Stadion RW   |         |       |        |
| Sa., 30. Mai 2020 13:00  | Uhlenhorster HC Hamburg | Dorstener TC 1          |         |       |        |
| Sa., 30. Mai 2020 13:00  | Buschhausener TC 1      | TC Wernigerode e. V.    |         |       |        |
| Sa., 30. Mai 2020 13:00  | Kölner THC Stadion RW   | RTHC Bayer Leverkusen   |         |       |        |
| Sa., 6. Juni 2020 13:00  | TV Espelkamp-Mittwald 1 | Dorstener TC 1          |         |       |        |
| Sa., 6. Juni 2020 13:00  | TC Wernigerode e. V.    | Uhlenhorster HC Hamburg |         |       |        |
| Sa., 6. Juni 2020 13:00  | RTHC Bayer Leverkusen   | Buschhausener TC 1      |         |       |        |
| Sa., 20. Juni 2020 13:00 | Kölner THC Stadion RW   | TC Wernigerode e. V.    |         |       |        |
| Sa., 20. Juni 2020 13:00 | Dorstener TC 1          | RTHC Bayer Leverkusen   |         |       |        |
| Sa., 20. Juni 2020 13:00 | TV Espelkamp-Mittwald 1 | Uhlenhorster HC Hamburg |         |       |        |
| Sa., 27. Juni 2020 13:00 | Uhlenhorster HC Hamburg | Buschhausener TC 1      |         |       |        |
| Sa., 27. Juni 2020 13:00 | Dorstener TC 1          | Kölner THC Stadion RW   |         |       |        |
| Sa., 27. Juni 2020 13:00 | TC Wernigerode e. V.    | TV Espelkamp-Mittwald 1 |         |       |        |
| Sa., 4. Juli 2020 13:00  | Kölner THC Stadion RW   | TV Espelkamp-Mittwald 1 |         |       |        |
| Sa., 4. Juli 2020 13:00  | Buschhausener TC 1      | Dorstener TC 1          |         |       |        |
| Sa., 4. Juli 2020 13:00  | RTHC Bayer Leverkusen   | Uhlenhorster HC Hamburg |         |       |        |
| Sa., 11. Juli 2020 13:00 | TC Wernigerode e. V.    | RTHC Bayer Leverkusen   |         |       |        |
| Sa., 11. Juli 2020 13:00 | Uhlenhorster HC Hamburg | Kölner THC Stadion RW   |         |       |        |
| Sa., 11. Juli 2020 13:00 | TV Espelkamp-Mittwald 1 | Buschhausener TC 1      |         |       |        |

## 1. Tennis-Bundesliga (Herren 30) Süd

### Abschlusstabelle
|    | Mannschaft            | Begegnungen | Punkte | Matches | Sätze | Spiele |
| -- | --------------------- | ----------- | ------ | ------- | ----- | ------ |
| 0. | ST Lohfelden          |             |        |         |       |        |
| 0. | MTTC Iphitos München  |             |        |         |       |        |
| 0. | STK Garching          |             |        |         |       |        |
| 0. | TC Großhesselohe      |             |        |         |       |        |
| 0. | TC Bad Homburg (A)    |             |        |         |       |        |
| 0. | TC Dachau             |             |        |         |       |        |
| 0. | TVA Aschaffenburg (A) |             |        |         |       |        |

(M) – amtierender Deutscher Meister der Herren 30

(A) – Aufsteiger aus der Tennis-Regionalliga

### Mannschaftskader
| Pos. | Name              |
| ---- | ----------------- |
| 1    | Jonathan Eysseric |
| 2    | Rok Jarc          |
| 3    | Martin Slanar     |
| 4    | Adrians Zguns     |
| 5    | Matjaz Jurman     |
| 6    | Martin Boulnois   |
| 7    | Alexander Kunick  |
| 8    | Mirco Wenderoth   |
| 9    | Julian Aust       |
| 10   |                   |
| 11   |                   |
| 12   |                   |
| 13   |                   |
| 14   |                   |

| Pos. | Name                |
| ---- | ------------------- |
| 1    | Ludovic Walter      |
| 2    | Kristian Pless      |
| 3    | Richard Malobicky   |
| 4    | Lars Uebel          |
| 5    | Benedikt Dorsch     |
| 6    | Marc Rath           |
| 7    | Filip Fichtel       |
| 8    | Björn Krenzer       |
| 9    | Philipp Piyamongkol |
| 10   | Uli Kiendl          |
| 11   | Fabian Ziemer       |
| 12   | Stephan Fehske      |
| 13   | Christian Posch     |
| 14   | Fabian Schmid       |

| Pos. | Name                           |
| ---- | ------------------------------ |
| 1    | Aristotelis Mouratoglou        |
| 2    | Alexander Satschko             |
| 3    | Christian Magg                 |
| 4    | Patrick Schmölzer              |
| 5    | Andreas Fasching               |
| 6    | Joao Gabriel Weinberg Carvalho |
| 7    | Maximilian Schmuck             |
| 8    | Nikolas Holzen                 |
| 9    | Oliver Jöhl                    |
| 10   | Florian Graßl                  |
| 11   | Felix Hutt                     |
| 12   | Marco Mader                    |
| 13   | Stefan Knapp                   |
| 14   |                                |

| Pos. | Name                |
| ---- | ------------------- |
| 1    | Maximilian Wimmer   |
| 2    | Johannes Ager       |
| 3    | Emanuel Fraitzl     |
| 4    | Martin Wetzel       |
| 5    | Sven Weyen          |
| 6    | Dominik Hansen      |
| 7    | Ģirts Dzelde        |
| 8    | Jan Hansen          |
| 9    | Tobias Tritsch      |
| 10   | Benedikt Nürnberger |
| 11   | Benedikt Eger       |
| 12   | Moritz Trüg         |
| 13   | Thomas Vogl         |
| 14   | Dominic Metzger     |

| Pos. | Name                          |
| ---- | ----------------------------- |
| 1    | Marsel İlhan                  |
| 2    | Rainer Schüttler              |
| 3    | Sherif Sabry                  |
| 4    | Michael-Ray Pallares-Gonzalez |
| 5    | Martin Glöggler               |
| 6    | Aljoscha Thron                |
| 7    | Tobias Kiessling              |
| 8    | Martin Zimmermann             |
| 9    | Fabian Poth                   |
| 10   | Daniel Jung                   |
| 11   | Guido Tröster                 |
| 12   | Sebastian Hafner              |
| 13   | Bastian Gründler              |
| 14   |                               |

| Pos. | Name                  |
| ---- | --------------------- |
| 1    | Mikhail Kukushkin     |
| 2    | Tommy Haas            |
| 3    | Marek Semjan          |
| 4    | Philipp Regnat        |
| 5    | Igor Zelenay          |
| 6    | Steffen Dierauf       |
| 7    | Jan Bergmann          |
| 8    | Maximilian Kuhn       |
| 9    | Benjamin Ringlstetter |
| 10   | Peter Schuster        |
| 11   | Tobias Dankl          |
| 12   | Sandro Costa          |
| 13   | Peter Zick            |
| 14   | Philipp Döhmel        |

| Pos. | Name                  |
| ---- | --------------------- |
| 1    | Pirmin Hänle          |
| 2    | Christopher Schuhmann |
| 3    | David de Goede        |
| 4    | Jeroen van den Hoek   |
| 5    | Patrick Ostheimer     |
| 6    | Florian Preißler      |
| 7    | Janosch Apelt         |
| 8    | Andreas Ullrich       |
| 9    | Matthias Röll         |
| 10   | Krasimir Kirov        |
| 11   | Antonio Giuliani      |
| 12   | Stefan Knecht         |
| 13   | Michael Riedle        |
| 14   |                       |

### Ergebnisse
| Datum/Uhrzeit            | Heimmannschaft         | Gastmannschaft         | Matches | Sätze | Spiele |
| ------------------------ | ---------------------- | ---------------------- | ------- | ----- | ------ |
| Sa., 23. Mai 2020 13:00  | TC Bad Homburg         | TC Großhesselohe       |         |       |        |
| Sa., 23. Mai 2020 13:00  | STK Garching           | TVA 1860 Aschaffenburg |         |       |        |
| Sa., 23. Mai 2020 13:00  | TC Dachau              | ST Lohfelden           |         |       |        |
| Sa., 30. Mai 2020 13:00  | TVA 1860 Aschaffenburg | TC Bad Homburg         |         |       |        |
| Sa., 30. Mai 2020 13:00  | ST Lohfelden           | STK Garching           |         |       |        |
| Sa., 30. Mai 2020 13:00  | TC Großhesselohe       | MTTC Iphitos München   |         |       |        |
| Sa., 6. Juni 2020 13:00  | TC Bad Homburg         | TC Dachau              |         |       |        |
| Sa., 6. Juni 2020 13:00  | MTTC Iphitos München   | ST Lohfelden           |         |       |        |
| Sa., 6. Juni 2020 13:00  | TC Großhesselohe       | STK Garching           |         |       |        |
| Sa., 20. Juni 2020 13:00 | TC Dachau              | TC Großhesselohe       |         |       |        |
| Sa., 20. Juni 2020 13:00 | ST Lohfelden           | TC Bad Homburg         |         |       |        |
| Sa., 20. Juni 2020 13:00 | MTTC Iphitos München   | TVA 1860 Aschaffenburg |         |       |        |
| Sa., 27. Juni 2020 13:00 | TVA 1860 Aschaffenburg | TC Dachau              |         |       |        |
| Sa., 27. Juni 2020 13:00 | ST Lohfelden           | TC Großhesselohe       |         |       |        |
| Sa., 27. Juni 2020 13:00 | STK Garching           | MTTC Iphitos München   |         |       |        |
| Sa., 4. Juli 2020 13:00  | TC Bad Homburg         | MTTC Iphitos München   |         |       |        |
| Sa., 4. Juli 2020 13:00  | TC Großhesselohe       | TVA 1860 Aschaffenburg |         |       |        |
| Sa., 4. Juli 2020 13:00  | TC Dachau              | STK Garching           |         |       |        |
| Sa., 11. Juli 2020 13:00 | STK Garching           | TC Bad Homburg         |         |       |        |
| Sa., 11. Juli 2020 13:00 | MTTC Iphitos München   | TC Dachau              |         |       |        |
| Sa., 11. Juli 2020 13:00 | TVA 1860 Aschaffenburg | ST Lohfelden           |         |       |        |